# Stefan Turchak
Pour les articles homonymes, voir Turchak.
Stefan Turchak (en ukrainien : Стефан Турчак ; né le 28 février 1938 et mort le 23 octobre 1988) est un chef d'orchestre ukrainien.
Stefan Turchak est né dans le village de Maćkowice, dans ce qui est maintenant la voïvodie des Basses-Carpates en Pologne. Il a grandi à Dublyany. En 1955, il est diplômé de l’école de musique et pédagogique de Lviv. En 1973, Turchak a reçu le prix d’État Z. P. Paliashvili de la RSS de Géorgie. Il a également reçu l’Ordre du Drapeau Rouge du Travail .

## Source
- (en) Cet article est partiellement ou en totalité issu de l’article de Wikipédia en anglais intitulé « Stefan Turchak » (voir la liste des auteurs).